# Żeleźnikowa Mała
Żeleźnikowa Mała – wieś w Polsce, położona w województwie małopolskim, w powiecie nowosądeckim, w gminie Nawojowa.
W 1595 roku wieś położona w powiecie sądeckim województwa krakowskiego była własnością miasta Nowego Sącza. W latach 1975–1998 miejscowość administracyjnie należała do województwa nowosądeckiego.

## Nazwa
Nazwę miejscowości w zlatynizowanej staropolskiej formie Zelesznik Minor wymienia w latach 1470–1480 Jan Długosz w księdze Liber beneficiorum dioecesis Cracoviensis..

## Integralne części wsi
| SIMC    | Nazwa               | Rodzaj    |
| ------- | ------------------- | --------- |
| 0455806 | Krzemionka          | część wsi |
| 0455812 | Łąki                | część wsi |
| 0455829 | Moczarki            | część wsi |
| 0455835 | Podkamienne         | część wsi |
| 0455841 | Podlas              | część wsi |
| 0455858 | Zagórze Nawojowskie | część wsi |